# Великово (Ковровский район)
Великово — село Ковровском районе Владимирской области. Входит в состав муниципального образования сельское поселение Новосельское.

## География
Располагается у реки Нерехты в 10 км южнее Коврова. С юга проходит региональная автодорога "Южный обход села Великово".

## История
Первое упоминание о церкви Благовещения Пречистой Богородицы в селе Великом имеется в окладных книгах патриаршего казенного приказа 1628 года. В конце XVII столетия в селе существовала церковь в честь Воскресения Господня, которая упоминается в тех же книгах в селе Великом в вотчине боярина князя Ивана Борисовича Репина. В 1808 году вместо деревянной церкви на средства прихожан построена каменная церковь с колокольней и оградой. Престолов в церкви было два: в холодной — в честь Благовещения Пресвятой Богородицы и в теплом приделе — во имя Святителя и Чудотворца Николая. Приход состоял из села и деревень: Горожаново, Медынцево, Черноситово, Тарханово. С 1877 года в селе существовало земское народное училище, помещавшееся в собственном здании.  
В конце XIX — начале XX века село являлось центром Великовской волости Ковровского уезда. В 1859 году в селе числилось 62 двора, в 1905 году — 116 дворов.
С 1929 года село являлось центром Великовского сельсовета Ковровского района, с 2005 года — в составе сельского поселения Новосельское.

## Население
| 1859 | 1897 | 1905 | 1926 | 2002 | 2010 | 2021 |
| ---- | ---- | ---- | ---- | ---- | ---- | ---- |
| 510  | ↗539 | ↗584 | ↘563 | ↘108 | ↗177 | ↘166 |

## Достопримечательности
В селе расположена восстанавливаемая церковь Благовещения Пресвятой Богородицы.

## Экономика
В селе функционировала пилорама, сгоревшая в 2011 году.

## Транспорт
Автобусное сообщение с райцентром. Остановка общественного транспорта «Великово». 